# Tomasz Wieszczycki
Tomasz Witold Wieszczycki (Łódź, 21 december 1971) is een voormalig profvoetballer uit Polen die voornamelijk als middenvelder speelde. Hij sloot zijn actieve carrière in 2005 af.

## Clubcarrière
Wieszczycki speelde vrijwel zijn gehele carrière in zijn vaderland Polen; alleen in 1996 en 2001 maakte hij een uitstapje naar het buitenland, naar respectievelijk Frankrijk en Griekenland. Met ŁKS Łódź won hij twee Poolse landstitels.

## Interlandcarrière
Wieszczycki kwam elf keer (drie doelpunten) uit voor de nationale ploeg van Polen in de periode 1994–2000. Hij maakte zijn debuut op 13 april 1994 in de vriendschappelijke wedstrijd in Cannes tegen Saoedi-Arabië (1-0). Bondscoach Henryk Apostel gunde hem een basisplaats. Wieszczycki nam in de 86ste minuut de enige treffer voor zijn rekening
Twee jaar eerder had Wieszczycki met Polen de zilveren medaille gewonnen bij de Olympische Spelen in Barcelona, hoewel hij geen minuut aan spelen toekwam tijdens dat toernooi.
| Interlanddoelpunten | Interlanddoelpunten | Interlanddoelpunten | Interlanddoelpunten   | Interlanddoelpunten | Interlanddoelpunten | Interlanddoelpunten | Interlanddoelpunten |
| #                   | Datum               | Locatie             | Wedstrijd             | Goal(s)             | Score               | Uitslag             | Wedstrijd           |
| ------------------- | ------------------- | ------------------- | --------------------- | ------------------- | ------------------- | ------------------- | ------------------- |
| 1                   | 13/04/1994          | Cannes              | Saoedi-Arabië – Polen | 86'                 | 0 – 1               | 0 – 1               | Oefenduel           |
| 2                   | 15/03/1995          | Ostrowiec           | Polen – Litouwen      | 45'                 | 3 – 0               | 4 – 1               | Oefenduel           |
| 3                   | 07/06/1995          | Zabrze              | Polen – Slowakije     | 59'                 | 2 – 0               | 5 – 0               | EK-kwalificatie     |

## Erelijst
ŁKS Łódź
- Pools landskampioen

1998, 2000
 Polonia Warschau
- Pools bekerwinnaar

2001
 Polen
- Olympische Spelen

Barcelona 1992 →  zilveren medaille